# ФК Бродарац
ФК Бродарац је српски фудбалски клуб из Београда. Налази се на простору Старог Сајмишта, између Бранковог и Старог савског моста. Стадион популарног назива „Бомбоњера” капацитета је 1500 места, и поседује вештачку травнату површину и рефлекторе. ФК Бродарац се тренутно такмичи у Српској лиги Београд, трећем такмичарском нивоу српског фудбала. Осим сениорског састава, најважнија активност клуба је омладински погон који има 13 селекција и преко 300 деце који уз предани рад 20 тренера постају прави спортисти и добри фудбалери. Селекција У-19 је шампион Србије за 2016/2017 годину.

## Историја
Године 1946. основано је Спортско друштво »Бродоградитељ« а у оквиру друштва постојао је и Једриличарски клуб "Бродоградитељ". Касније, 1949. године, на скупштини клуба, прераста у Спортско друштво »Бродарац« у коме раде клубови: фудбалски, шах и једриличарски. Оснивачи и спонзори су били: Југословенско речно бродарство (генерални), Предузеће »Иван Милутиновић«, Бродоградилиште »Тито« и Београдско багерско предузеће.

## Навијачи
Клуб се може похвалити и верним навијачима, који од 2003. године прате клуб окупљени око групе "Виша Сила", а од 2008. године под групом "Бродарац Ултрас".

## Познати бивши играчи
- Сава Антић
- Алекса Пејић
- Лука Лијескић